# Chiesa di San Quirico a Monternano
La chiesa di San Quirico si trova nei pressi del castello di Monternano, nel comune di Castellina in Chianti.

## Storia
La chiesa è nominata per la prima volta nel 1140 quando appare tra i beni appartenenti alla pieve di Sant'Agnese in Chianti. In seguito il patronato passò alla famiglia Squarcialupi, signori del castello di Monternano.
Appare nuovamente citata nel Rationnes Decimarum, il libro delle decime; tra il 1276 e il 1303 la chiesa era in grado di raccogliere solo 1 lire e 8 soldi senesi, segno di una notevole povertà.
Tra il XVI e il XIX secolo la popolazione fu molto stabile visto che nel 1551 gli abitanti censiti furono 152, divenuti 136 nel 1745, 163 nel 1833 e infine 191 nel 1845. Questa popolazione costante fece sì che la chiesa non ebbe mai bisogno di ingrandimenti.
Solo nel XX secolo sono stati effettuati lavori che hanno modificato la facciata.

## Descrizione
Una raffigurazione della chiesa appare nelle Carte dei Capitani di Parte Guelfa realizzate alla fine del Cinquecento quando viene raffigurata come un edificio con la facciata a capanna con il portale sovrastato da un'apertura ad occhio. Di fronte alla facciata viene raffigurata una scalinata di accesso mentre nella zona absidale viene posto un semplice campanile a vela.
Per quanto la raffigurazione sia convenzionale per questo tipo di edifici, la chiesa di San Quirico ancora oggi non si discosta molto da quella raffigurazione.
La scalinata in facciata non è più presente e al suo posto vi è una salita su fondo naturale. La facciata è identica a quella del disegno anche se nel secolo scorso è stata restaurata; in occasione del restauro, pur mantenendo l'immagine originale della chiesa, sono stati rifatti il portale e l'occhio in facciata. Nella zona della tribuna è visibile il volume dell'abside semicircolare realizzata con conci di alberese deposti a filaretto; nel volume dell'abside è posta una monofora archivoltata risalente al XII secolo.

## Bibliografia

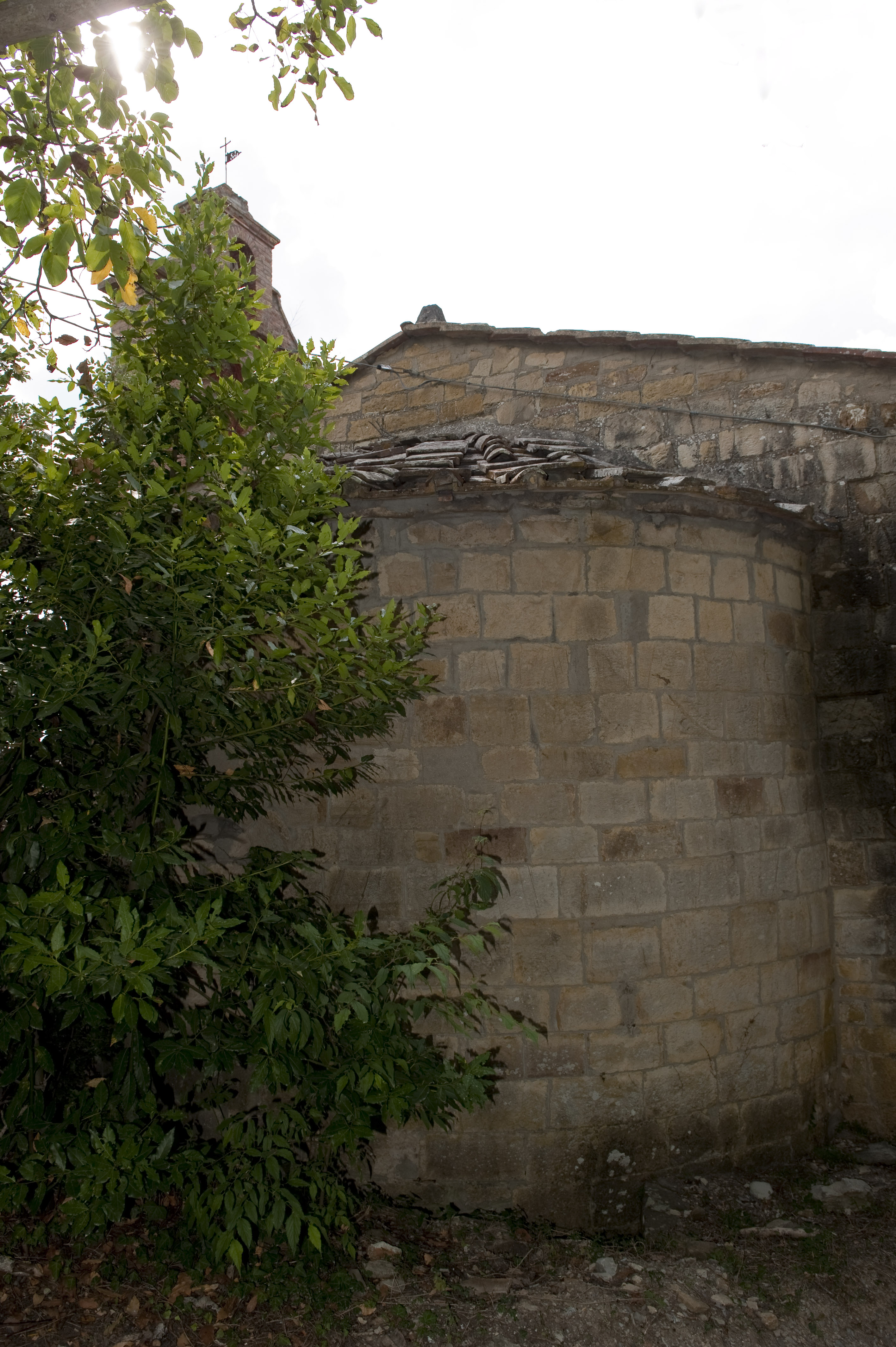
Abside